# Пихта цельнолистная
Пи́хта цельноли́стная, или Пихта чёрная маньчжурская, или Пихта чёрная (лат. Ábies holophýlla) — вид деревьев рода Пихта.
Единственная в России представительница секции Momi (Franco). Родственные виды из этой секции растут в Индии (Abies pindrow), Китае (Abies recurvata, Abies chensiensis), Японии (пихта равночешуйчатая, пихта крепкая) и на Тайване (пихта Каваками).

## Ботаническое описание

### Морфология
Вечнозелёное дерево средних либо крупных размеров, достигающее высоты 55 м (согласно другому источнику, до 45 м) при диаметре ствола до 2 м (согласно другому источнику, до 1 м), самая крупная хвойная порода Дальнего Востока. В лесах российского Дальнего Востока чаще встречаются деревья высотой 30—37 м и стволом 70—80 см в диаметре, в возрасте 200—250 лет.
Крона густая, широкая, конусовидная, у свободно стоящих деревьев опущена до земли.
Кора у молодых деревьев серовато-бурая, слегка шелушащаяся, у старых — толстая, тёмно-бурая, иногда черноватого оттенка с глубокими продольными, а у перестойных — ещё и с горизонтальными трещинами, на однолетних побегах охристая или желтовато-серая.
Почки яйцевидные, красно-бурые, 7—10 мм длиной, 3,5—5 мм шириной. Хвоя жёсткая, всегда остроконечная, одиночная, плоская, светло-зеленая сверху, достигает 20—45 мм длиной и 2—3 мм шириной; концы на всех ветвях цельные, не раздвоенные, отсюда и видовое название - «цельнолистная». 
Пыльниковые колоски овальные, 8 мм длиной, 4 мм шириной. 
Шишки цилиндрические, тупые, от 7,5 до 12 см длиной с диаметром 3—4 см, направлены всегда вверх, светло-коричневые. Семена клиновидно-овальные, 8—9 × 5—6 мм, буро-охристого цвета, с крылом 9—12 мм длиной. Выход семян из шишек составляет от 6 до 15%.
|                                             |  |  |
| Слева направо: молодое дерево, шишки и хвоя |  |  |

### Физиология
В первые годы растет сравнительно медленно, но после 6—10 лет — быстро: в 30-летнем возрасте достигает высоты 5—8 м, в 50 лет — 10—17 м, а в 100 лет — 20—28 м высоты и 30—45 см в диаметре ствола. Переносит угнетение до 120—140-летнего возраста. Наиболее долговечна из дальневосточных пихт. Доживает до 400— 900 лет, причем до старости стволы остаются здоровыми внутри. 
Цветет в мае — июне, семена созревают в октябре. В стадию плодоношения на открытых местах и в редколесье вступает в 20—25 лет, в сомкнутых древостоях — с 60—70, иногда — со 100—130 лет. Урожайные годы чередуются с двумя или тремя малоурожайными. Естественное возобновление удовлетворительно. Всхожесть семян высокая, сохраняется в течение года, через год снижается до вдвое или втрое. Собранные осенью и посаженные весной семена всходят через 2—3 недели.

## Распространение и экология

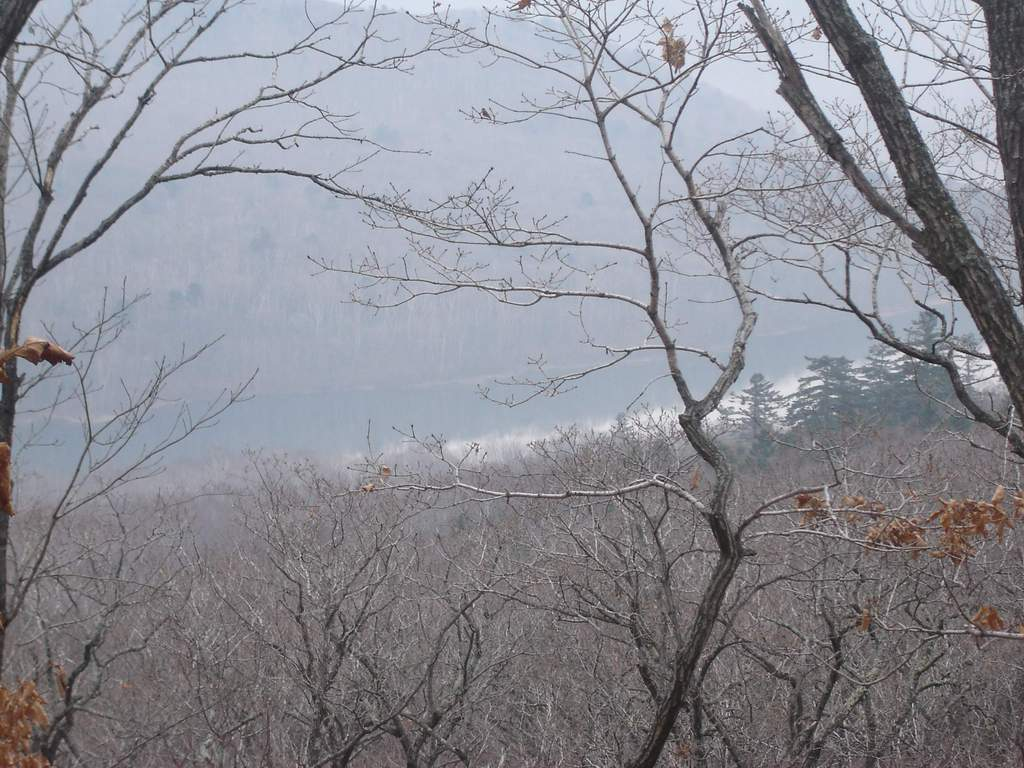
Ботанический сад-институт ДВО РАН

Встречается на Дальнем Востоке — на самом юге Приморского края, в Китае (провинции Хэбэй, Хэйлунцзян, Цзилинь) и Корее. В Приморье отдельными экземплярами и небольшими группами достигает бассейнов рек Сучана и Лефу.
Растёт в чёрнопихтово-широколиственных лесах. Иногда образует чистые насаждения. На территории России поднимается в горы до 500 м над уровнем моря.
В прошлом была обычной на юге Приморья, в 1860-х годах окрестности Владивостока и остров Русский были покрыты густым строевым лесом. К началу XX века всё ещё господствовала на полуострове Муравьёва-Амурского, но уже тогда до реки Седанка исчезла полностью, уничтоженная рубками и пожарами при основании города Владивостока и строительстве его крепости.
Небольшие массивы здорового леса чёрнопихтарников остались лишь в нескольких ООПТ: Уссурийском заповеднике и заповеднике «Кедровая Падь», в нацпарке «Земля леопарда», в Ботаническом саду Дальневосточного отделения РАН во Владивостоке . Вне заповедных территорий на российском Дальнем Востоке пихта цельнолистная практически уничтожена.
Требовательна к плодородию почв и влажности воздуха. Лучше всего растёт на горно-лесных, достаточно влажных (но не переувлажненных), с мощным гумусным слоем и хорошо дренированных почвах. Как и другие виды пихты, теневынослива, но в отличие от них безболезненно выносит сильную освещенность. По теплолюбию превосходит кедр корейский (Pinus koraiensis). Молодые побеги чувствительны к поздним весенним заморозкам. 
По данным Любови Васильевой и Леонида Любарского древесина поражается трутовиком Гартига (Phellinus hartigii), трутовиком окаймлённым (Fomitopsis pinicola).

## Чернопихтарники

### Синтаксономия
Чернопихтово-широколиственные лианово-грабовые леса на севере своего ареала входят в порядок кедра корейского и липы амурской, а юге ареала — в порядок дуба монгольского и клёна ложнозибольдова. Оба порядка составляют класс дуба монгольского. В чернопихтовые владения вторгаются при помощи человека пирогенные дубняки из дубово-черноберёзового класса неморальной растительности (Querco mongolicae-Betuletea davuricae). В буковом классе японских островов (Fagetea crenatae) чернопихтарники сменяются родственными пихтово-тсугово-буковыми сообществами.
- Класс Quercetea mongolicae Song ex Krestov et al. 2006[15]
  - Порядок Tilio amurensis-Pinetalia koraiensis Kim ex Krestov et al. 2006
    - Союз Jeffersonio-Quercion mongolicae Kim ex Krestov et al. 2006

  - Порядок Aceri pseudosieboldiani-Quercetalia mongolicae Song ex Takeda et al. 1994
    - Союз Rhododendro schlippenbachii-Quercion mongolicae Song ex Takeda et al. 1994
    - Союз Lindero obtusilobae-Quercion mongolicae Kim 1990 (к данному союзу относятся чернопихтарники с бамбуком[16]).

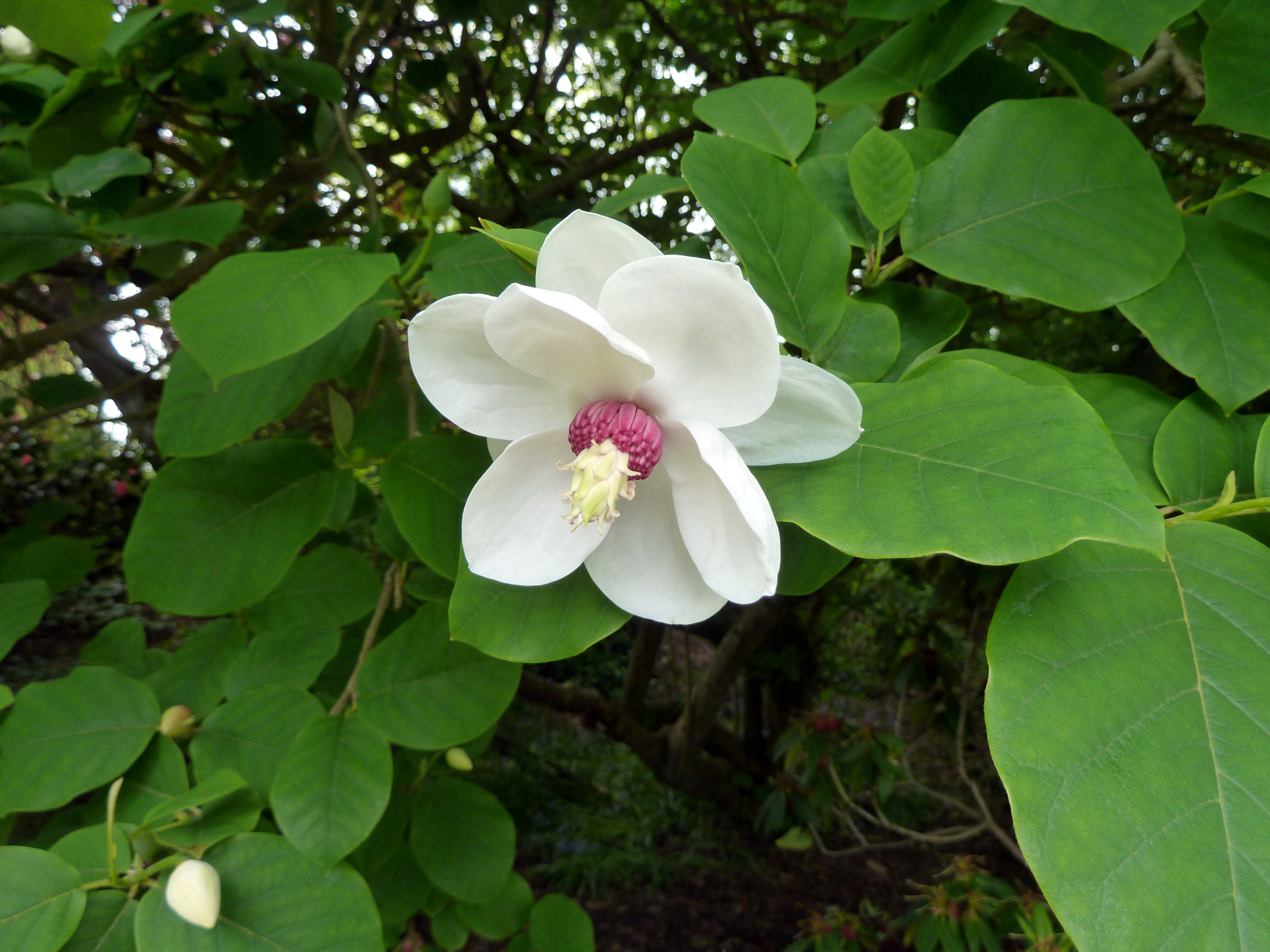
Магнолия Зибольда — типичный вид в подлеске чернопихтарников.

Южные чернопихтарники отличаются от их российской версии присутствием следующих растений: туи корейской, клёна трёхцветкового, кизила спорного, шелковицы южной, магнолии Зибольда, линдеры туполопастной (Lindera obtusiloba), стиракса ароматного, токсикодендрона волосистоплодного, клекачки Бумальда, симплокоса (Symplocos paniculata), триптеригиума Регеля и бамбука (Sasa borealis).

### Структура и состав
Чернопихтово-широколиственные леса, в зависимости от условий, состоят из 2-3 подъярусов древостоя, нескольких слоёв подлеска и травяного покрова. К внеярусным растениям относятся крупные деревянистые лианы и многоножка уссурийская. Помимо характерных обитателей здесь встречаются виды более привычные для дубово-черноберёзовых лесов и темнохвойной тайги.
- Красная книга России: тис остроконечный, калопанакс семилопастный, берёза железная, кирказон маньчжурский, женьшень настоящий.
- «Хлебные виды»: корейский кедр, дуб монгольский, орех маньчжурский, лещины маньчжурская и разнолистная.
- Прочие съедобные растения: актинидии острая и коломикта, виноград амурский, груша уссурийская, смородина маньчжурская, калина буреинская…
- Лекарственные виды: элеутерококк колючий, лимонник китайский, маакия амурская…
- Медоносы: липы амурская и маньчжурская, бархат амурский, леспедеца двуцветная…
- Ценная древесина: пихта цельнолистная, ясень маньчжурский, ель аянская…
- Декоративные растения: вишня сахалинская, сирень амурская, клёны ложнозибольдов, маньчжурский и зеленокорый, вейгела ранняя, чубушник тонколистный, актинидия полигамная, бересклет крылатый, щитовник толстокорневищный, адиантум стоповидный…

## Значение и применение

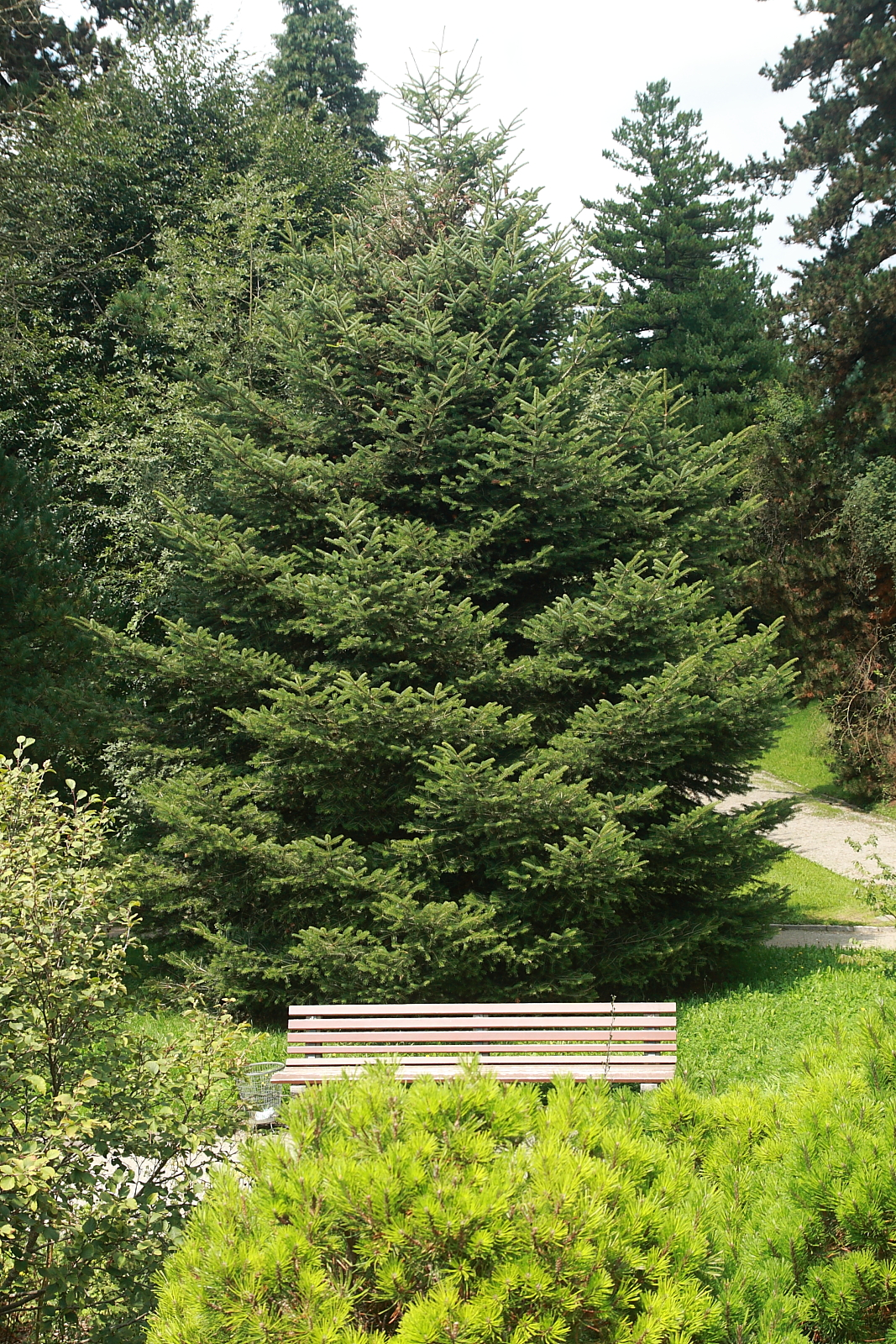
Пихта цельнолистная в Ботаническом саду Мюнхен-Нимфенбург

### Древесина
Древесина белая, мягкая. Употребляется, подобно еловой, как строительный материал. Из-за ограниченности запасов запасов существенного значения для лесной промышленности не имеет.
По физико-механическим свойствам древесина пихты цельнолистной уступает ели аянской (Picea jezoensis) и не разительно отличается от пихты сибирской (Abies sibirica) и пихты белокорой (Abies nephrolepis). Сравнение физико-механических свойств дано в таблице ниже:
| Свойства                      | Пихта цельнолистная | Пихта белокорая | Пихта сибирская | Ель аянская |
| ----------------------------- | ------------------- | --------------- | --------------- | ----------- |
| Число слоёв в 1 см            | 5,6                 | 6               | 7,5             | 6,8         |
| Процент поздней древесины     | 19                  | 18              | 22              | 23          |
| Объёмный вес г/см³            | 0,40                | 0,40            | 0,39            | 0,45        |
| Коэффициент усушки, %:        |                     |                 |                 |             |
| радиальной                    | 0,15                | 0,12            | 0,13            | 0,19        |
| тангенциальной                | 0,35                | 0,34            | 0,35            | 0,36        |
| Предел прочности кгс/см²:     |                     |                 |                 |             |
| при сжатии вдоль волокон      | 327                 | 361             | 330             | 391         |
| при статическом изгибе        | 626                 | 674             | 584             | 751         |
| при растяжении вдоль волокон  | 972                 | —               | —               | 1263        |
| при скалывании вдоль волокон: |                     |                 |                 |             |
| в радиальной плоскости        | 58                  | 40              | 60              | 63          |
| в тангенциальной плоскости    | 57                  | 44              | 65              | 60          |

### В культуре
В культуре с 1905 года. Выращивается как декоративное дерево, может применяется для озеленения парков.
В Санкт-Петербурге первым испытал Эгберт Вольф (1917). В Ботаническом саду БИН с 1936 года, зимостойка и образует шишки, самые крупные деревья достигают высоты 17 м, диаметр ствола 35 см. В парке Лесотехнического университета вполне морозостойка, достигла в 38 лет высоты 9 м. Полностью морозостойка в Липецкой области. В Главном ботаническом саду (Москва) выращивается с 1954 года (40 экземпляров), выращена из семян, полученных из Гётеборга (Швеция), и саженцев с Дальнего Востока. В возрасте 30 лет — высота до 8 м, диаметр ствола 13,5—17 см. Ежегодный прирост побегов до 8 см. Не пылит. Зимостойкость высокая (в молодом возрасте низкая). В озеленении Москвы отсутствует.

### Прочее использование
В коре и «лапке» (охвоенных ветках) содержится эфирное пихтовое масло (используется в медицинских целях), а в хвое также аскорбиновая кислота. Содержание эфирного масла в «лапке» 0,61—2,73 %.
Редкое дерево, особенно страдает в конце года, перед новогодними праздниками от браконьерских рубок. Под видом ёлки продают очень внешне похожие на неё в молодом возрасте пихты цельнолистные.